# Pueblo en la Isla de Francia (Guillaumin)
Pueblo en la Isla de Francia (Town in Ile-de-France en inglés), es una obra del artista galo Jean-Baptiste Armand Guillaumin. En el lienzo se observa un conjunto de edificaciones tradicionales de los pueblos franceses, rodeadas de torcidas cercas, que sirven como guía visual y punto de fuga sobre el horizonte. Al paisaje lo adornan malezas de abundante vegetación, delineadas con un dibujo suave y amplio, que se yuxtaponen con el firmamento.
Acaso se trata del departamento francés de Yvelines, que forma parte del área metropolitana de París. El resto del territorio aún agrícola posee extensas zonas boscosas; su capital y ciudad principal es Versalles, que hoy todavía es la sede del Congreso de la República de Francia.
En esta pieza, sita en Museo Soumaya (Fundación Carlos Slim), es posible distinguir abajo en la izquierda la firma del artista Guillaumin; asimismo, abajo a la derecha se puede leer la inscripción á l'ami Portier.